# Güllüce, Yağlıdere
Güllüce là một xã thuộc huyện Yağlıdere, tỉnh Giresun, Thổ Nhĩ Kỳ. Dân số thời điểm năm 2011 là 105 người.